# Junior League World Series 2015
Die Junior League World Series 2015 war die 35. Austragung der Junior League Baseball World Series, einem internationalen Baseballturnier für Knaben zwischen 13 und 14 Jahren. Gespielt wird wie jedes Jahr in Taylor, Michigan.

## Teilnehmer
Die zehn Mannschaften bildeten eine Gruppe aus fünf Mannschaften aus den Vereinigten Staaten und eine Gruppe aus fünf internationalen Mannschaften.
| Vereinigte Staaten                 | International                                      |
| ---------------------------------- | -------------------------------------------------- |
| Ridgewood, New Jersey Region Ost   | Taichung, Chinesisches Taipeh Region Asien-Pazifik |
| Winchester, Virginia Region Südost | Brno, Tschechien Region Europa und Afrika          |
| Weslaco, Texas Region Südwest      | Oakville, Kanada Region Kanada                     |
| Pearl City, Hawaii Region West     | Aguadulce, Panama Region Lateinamerika             |
| Johnston, Iowa Region Zentral      | Caguas, Puerto Rico Region Puerto Rico             |

## Ergebnisse
Die Teams wurden in zwei Gruppen eingeteilt. Jeder spielt gegen Jeden in seiner Gruppe, die beiden Ersten spielten gegeneinander den Finalplatz aus. 

### Vorrunde

#### Gruppe Vereinigte Staaten
| Platz | Region  | W | L | %     |
| ----- | ------- | - | - | ----- |
| 1.    | Zentral | 4 | 0 | 1.000 |
| 2.    | Südost  | 2 | 2 | 0.500 |
| 3.    | Ost     | 2 | 2 | 0.500 |
| 4.    | West    | 2 | 2 | 0.500 |
| 5.    | Südwest | 0 | 4 | 0.000 |

| Datum      | Zeit  | Begegnung | Begegnung | Begegnung | Ergebnis |
| ---------- | ----- | --------- | --------- | --------- | -------- |
| 16. August | 11:00 | Ost       | –         | West      | 7:9      |
| 16. August | 17:00 | Südost    | –         | Südwest   | 2:1      |
| 17. August | 11:00 | Südost    | –         | Zentral   | 4:9      |
| 17. August | 20:00 | West      | –         | Südwest   | 4:1      |
| 18. August | 14:00 | West      | –         | Südost    | 0:10     |
| 18. August | 20:00 | Ost       | –         | Zentral   | 5:10     |
| 19. August | 14:00 | Ost       | –         | Südwest   | 6:0      |
| 19. August | 17:00 | West      | –         | Zentral   | 1:2      |
| 20. August | 11:00 | Südwest   | –         | Zentral   | 5:9      |
| 20. August | 20:00 | Ost       | –         | Südost    | 6:1      |

#### Gruppe International
| Platz | Region            | W | L | %     |
| ----- | ----------------- | - | - | ----- |
| 1.    | Asien-Pazifik     | 4 | 0 | 1.000 |
| 2.    | Puerto Rico       | 3 | 1 | 0.750 |
| 3.    | Lateinamerika     | 2 | 2 | 0.500 |
| 4.    | Europa und Afrika | 1 | 3 | 0.250 |
| 5.    | Kanada            | 0 | 4 | 0.000 |

| Datum      | Zeit  | Begegnung     | Begegnung | Begegnung         | Ergebnis |
| ---------- | ----- | ------------- | --------- | ----------------- | -------- |
| 16. August | 14:00 | Asien-Pazifik | –         | Lateinamerika     | 9:2      |
| 16. August | 20:00 | Puerto Rico   | –         | Kanada            | 11:3     |
| 17. August | 14:00 | Kanada        | –         | Europa und Afrika | 6:11     |
| 17. August | 17:00 | Lateinamerika | –         | Puerto Rico       | 5:7      |
| 18. August | 11:00 | Asien-Pazifik | –         | Puerto Rico       | 12:5     |
| 18. August | 17:00 | Lateinamerika | –         | Europa und Afrika | 4:2      |
| 19. August | 11:00 | Lateinamerika | –         | Kanada            | 13:3     |
| 19. August | 20:00 | Asien-Pazifik | –         | Europa und Afrika | 14:0     |
| 20. August | 14:00 | Asien-Pazifik | –         | Kanada            | 10:0     |
| 20. August | 17:00 | Puerto Rico   | –         | Europa und Afrika | 10:3     |

### Finalrunde
|  | US und Intern. Finale | US und Intern. Finale |            |                   | Weltmeisterschaft | Weltmeisterschaft |
|  |                       |                       |            |                   |                   |                   |
|  | 22. August            |                       |            |                   |                   |                   |
|  | US1 Zentral           | 4                     |            |                   |                   |                   |
|  | US2 Südost            | 7                     |            |                   | 23. August        | 23. August        |
|  |                       |                       | US2 Südost | 0                 |                   |                   |
|  | 22. August            | 22. August            |            | IN1 Asien-Pazifik | 12                |                   |
|  | IN1 Asien-Pazifik     | 6                     |            |                   |                   |                   |
|  | IN2 Puerto Rico       | 0                     |            |                   |                   |                   |
|  |                       |                       |            |                   |                   |                   |

## Weblink
- Offizielle Webseite der Junior League World Series